# Hoogewiersterveld

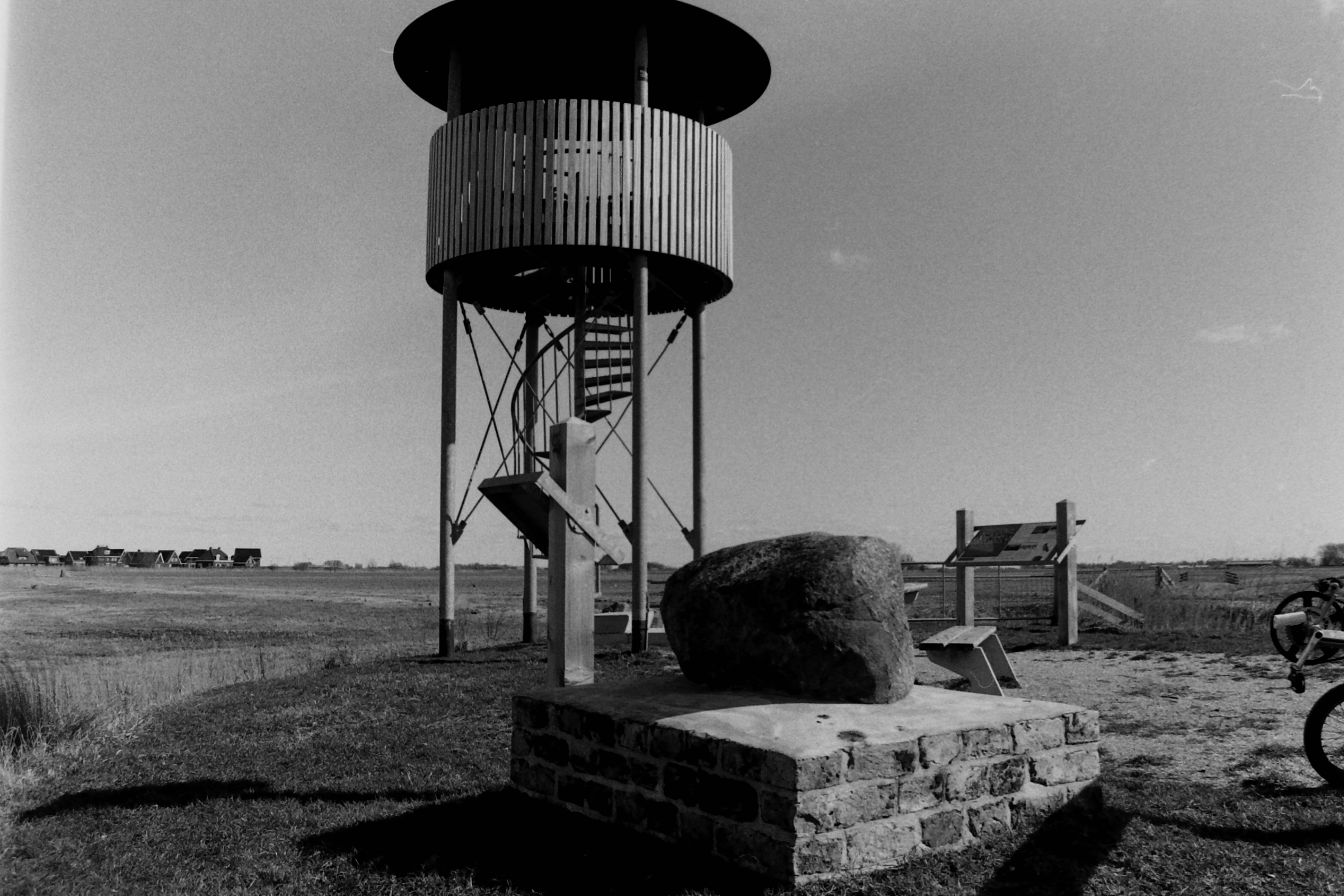
De uitkijktoren met de zwerfkei van het Hogewiersterveld

Het Hoogewiersterveld (Fries: Hegewiersterfjild) is een reliëfrijk weiland waar veel weidevogels verblijven. Het oostelijke deel is nat en wordt bezocht door steltlopers als bontbekplevier en visdiefje. Door zoute kwel groeien hier zoutplanten als kortarige zeekraal en gerande schijnspurrie en her en der melkkruid, zeeaster, gewoon kweldergras en zilte schijnspurrie. 
"De Put", die is ontstaan toen er zand nodig was voor de ophoging van de Waddenzeedijk tijdens de aanleg van de Afsluitdijk. Vereniging Natuurmonumenten heeft door verdere aankopen in 1999 het gebied tot het huidige oppervlak van ca. 135 ha vergroot.

## Geschiedenis
Het Hoogewiersterveld is een oorspronkelijke kwelder, die in de middeleeuwen werd ingepolderd. Het ligt ten zuiden van Harlingen, vlak achter de waddenzeedijk en naast rijksweg N31.

## Plas-drasgebied
Vereniging Natuurmonumenten wil het plas-drasgebied vergroten zodat trekvogels er kunnen rusten.
De hoogteverschillen in het gebied zijn grotendeels ontstaan door klei-afgravingen, het zogenoemde ’tichelen’ voor de tegel- en dakpannenfabrieken. Dit vond plaats tot in de jaren veertig. Door de afgravingen ontstond er een specifieke plantengroei en vogelstand. Het Hoogewiersterveld is een belangrijk broedgebied van weidevogels. In de winter dient het als pleister- en foeragegebied voor steltlopers. Vanwege de muizenrijkdom is het een aantrekkelijk jachtgebied voor velduil, torenvalk en blauwe kiekendief.

## Steltkluut
Juli 2002 broedde er in het Hoogewiersterveld met succes een steltkluut. Deze opvallende vogel uit Zuid-Europa broedt steeds vaker in ondiepe zoute plasjes in natuurontwikkelingsgebieden. 

## Resultaten van Vereniging Natuurmonumenten
Na het afgraven van de grond is door de vernatting de vogelstand sterk toegenomen. Sindsdien broeden er in het gebied allerlei nieuwe vogelsoorten. De glooiende oever van de "Put" is nu moerasachtig en trekt veel vogels als hoogwatervluchtplaats of foerageerplek. Er is een toename van riet, zowel langs de oevers van de "Put" als in de gegraven laagte in de oostelijke helft van het reservaat, en een toename van orchideeën bij de "Put". In de hoger gelegen pioniervegetaties breiden akkerdistel en speerdistel zich uit. 